# Parramatta Two Blues
 Parramatta Two Blues  est un club de rugby à XV australien, situé à Parramatta dans la banlieue de Sydney, en Australie. Le club a été d’abord fondé en 1879 sous le nom de Cumberland, jusqu’à la disparition du premier championnat de Sydney en 1899. L’année suivante, il renaît sous le nom de Parramatta, mais doit attendre 1934 pour être réadmis dans la première division locale. Parramatta dispute sa première finale (perdue contre Sydney University) en 1945 et doit attendre 1977 pour fêter son premier titre. Au total, il a remporté trois fois le championnat de première division de Sydney, en battant à chaque fois Randwick en finale, et perdu trois autres finales en 1975 contre Norths, puis 1979 et 1984 contre Randwick. 
Parramatta a fourni 18 internationaux à l’équipe d’Australie.

## Palmarès
Shute Shield (3) : 1977, 1985, 1986.

## Joueurs célèbres
Tatafu Polota-Nau